# John Locke (Lost)
Johnathan Locke, bedre kendt som John Locke eller bare Locke, i senere sæsoner også som Jeremy Bentham, er en fiktiv person i den amerikanske tv-serie Lost, spillet af Terry O'Quinn. Locke er opkaldt efter filosoffen af samme navn, og hans senere anvendte alias, er ligeledes efter en filosof.

## Biografi

### Før flystyrtet
Locke blev efterladt af sine biologiske forældre i en tidlig alder. Mens han arbejdede i et supermarked bliver han opsøgt af sin mor, der postulerer at han er jomfrufødt. Locke tager ikke forklaringen til sig og forsøger at finde sin far gennem myndighederne, og det lykkedes. Hans far er rigmanden Anthony Cooper og efter han en personlig forklaring på hvorfor han ikke var til stede i Lockes liv, indleder de et far/søn-forhold, og går blandt andet på jagt. På en af deres aftaler kommer Locke en time tidligere og opdager Anthony i dialyse, og indvilger i at lade ham få sin ene nyre. Da transplantationen er overstået finder Locke sig efterladt i operationssengen. Hans mor møder op og fortæller at det var "hans idé." Anthony nægter Locke adgang til sit hus.
Dagligt stopper Locke i sin bil foran Anthonys hus, og ganske uventet beslutter Anthony sig til sidst for at tale Locke ud af sin besættelse, med ordene "Du er ikke ønsket."

### Efter flystyrtet

#### Sæson 1
Locke er ikke længere lam da han genvinder bevidsthed efter styrtet, og de mange første dage sidder han tavst og beundrer miraklet.

#### Sæson 2
Mod Jacks direkte ordre kravler Locke og Kate ned i lugen, hvor de konfronteres af Desmond, der angiveligt har levet der i flere år. Kate bagbindes og lukkes inde i spisekammeret, mens Locke tages på skudhold og udspørges. Jack dukker op i stationen og modsvarer stædigt Desmonds og Lockes kommentarer, indtil de vinder kontrol over Desmond og situationen.

#### Sæson 3
Efter implosionen af The Swan er Locke mundlam og beder Charlie om at bevogte et "svedetelt," mens han "snakker med Øen." I sin vision skubbes han rundt i kørestol af Boone i en lufthavn, og konkluderer at han må rydde sit eget rod op før noget andet, dvs. at redde Mr. Eko. Sammen med Charlie indleder de forsøget på at skaffe Eko tilbage fra en isbjørnehule.

#### Sæson 4
Locke finder Hurley i junglen, og sammen forsøger de at overtale de andre overlevende til at tro på Charlies besked. Da de genforenes ved flyets cockpit slås han omkuld af Jack og trues med pistol. Jack trykker aftrækkeren, men pistolen var ikke ladt. Locke fortæller de andre overlevende, at dem der ikke vil dø, må følge med ham. Blandt andre tilslutter Sawyer og Hurley sig ham. Locke involverer sig i en diskussion om Bens henrettelse, og fortsætter i den overbevisning af Ben besidder for betydelig information. Da Charlotte lander på øen, ender hun med Lockes flok, der bekendtgør, at de ikke ønsker at blive fundet. Senere forsøger Ben at myrde Charlotte, men uden succes, og Locke tager igen Bens henrettelse til overvejelse. Med det lykkedes Ben at manipulere Locke fra sin beslutning.. Locke orkestrerer et baghold da Sayid, Kate og Miles kommer til Otherville for at bringe Charlotte med sig. En opgave han eventuelt har succes med..

## Trivia
- Skuespilleren O'Quinn har trænet sig selv til at kunne kaste knive med stor præcision.[4]

## Fodnoter
1. ↑  Lost: 
"The Beginning of the End" (Sæson 4, afsnit 1). Manuskript af Damon Lindelof & Carlton Cuse.  Broadcasted første gang på American Broadcasting Company den 31. januar 2008.
2. ↑  Lost: 
"Confirmed Dead" (Sæson 4, afsnit 2). Manuskript af Drew Goddard & Brian K. Vaughan.  Broadcasted første gang på American Broadcasting Company den 7. februar 2008.
3. ↑  Lost: 
"The Economist" (Sæson 4, afsnit 3). Manuskript af Edward Kitsis & Adam Horowitz.  Broadcasted første gang på American Broadcasting Company den 14. februar 2008.
4. ↑  Bonusmateriale til Lost: The Complete Third Season